# Plastische Chirurgie

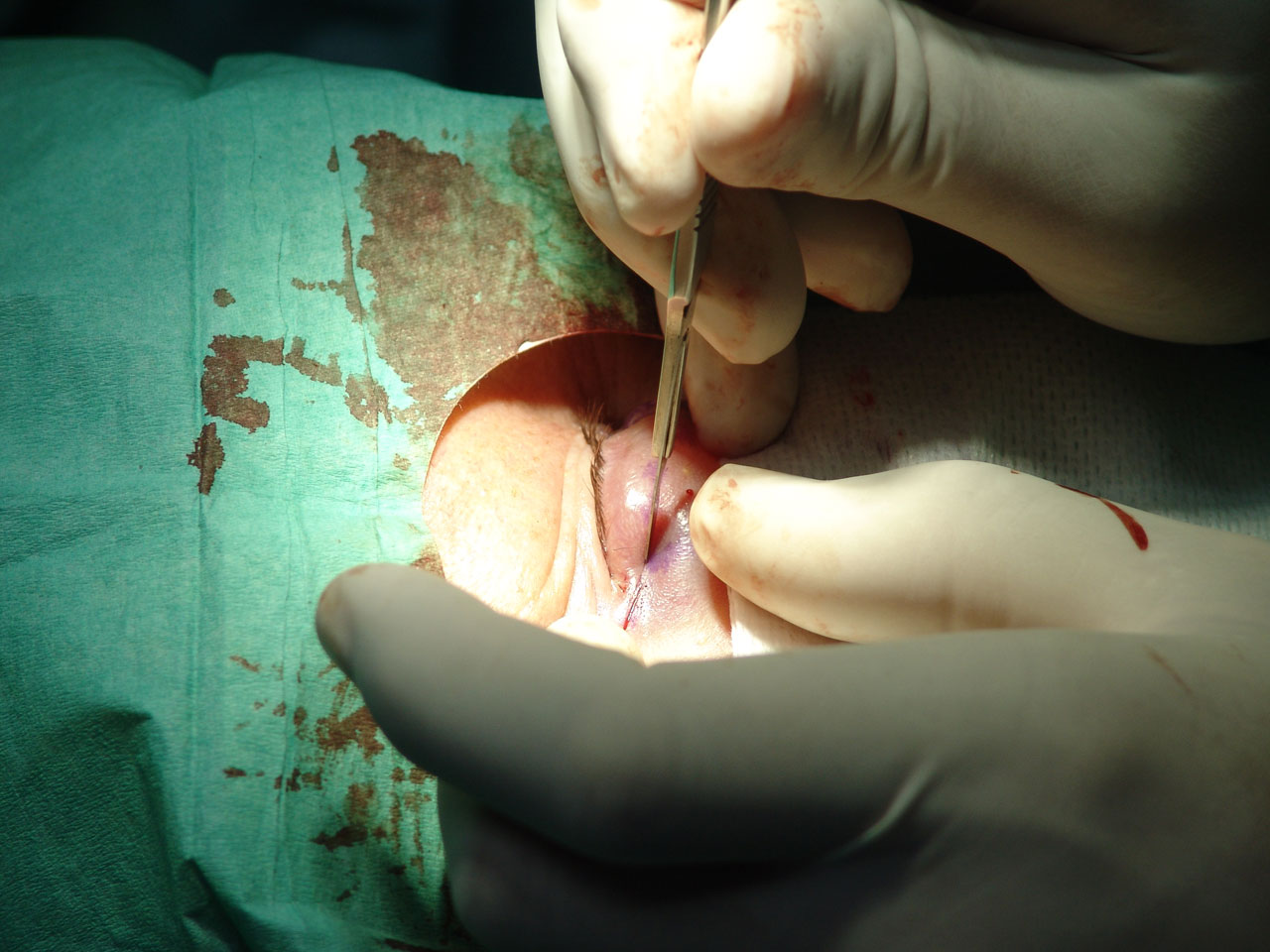
Augenlidkorrektur

Die Plastische Chirurgie (von „plastisch“, von griechisch πλαστικὴ τέχνη, plastikḕ téchnē, „[durch Kneten] bildende Kunst, Bildhauerei [nach einem Tonmodell], Plastik“, von griechisch πλάσσω plássō, deutsch ‚bilde aus weicher Masse, gestalte, erdichte‘, ursprünglich in Bezug auf das Aufstreichen bzw. Flachklatschen des Tons) ist eine Chirurgie, die sich mit aus funktionellen oder ästhetischen/kosmetischen Gründen formverändernden oder wiederherstellenden Eingriffen an Organen oder Gewebeteilen beschäftigt. Hauptsächlich beschäftigt sie sich mit dem sichtbaren Teil des Körpers. Das Ziel der Plastischen Chirurgie ist es, die Körperform und sichtbar gestörte Körperfunktionen wiederherzustellen oder zu verbessern.

## Hauptrichtungen
In der Plastischen Chirurgie werden Eingriffe sowohl aus rein ästhetischen wie auch aus rein funktionalen Gründen durchgeführt, oder es kommen beide Aspekte gleichzeitig zum Tragen. Entsprechend gibt es daher verschiedene Hauptrichtungen in der Plastischen Chirurgie:
- Ästhetische Chirurgie

Darunter fasst man formverändernde Eingriffe zusammen, deren Indikationen nicht medizinisch, sondern ausschließlich durch den Wunsch des Patienten bestimmt sind. Sie sind umgangssprachlich auch als „Schönheitsoperationen“ bekannt und haben die Verbesserung des Erscheinungsbildes zum Ziel. Ästhetische Chirurgie ist keine Neuerfindung des 20. Jahrhunderts, sondern schon seit mindestens 1400 Jahren bekannt und hatte bereits in Mittelalter und Früher Neuzeit bedeutende Erfolge zu verzeichnen, erlebte ihren Aufschwung allerdings erst im 19. Jahrhundert.
- Rekonstruktive Chirurgie

stellt verlorengegangene Funktionen des Körpers, z. B. infolge von Verletzungen, Tumorentfernungen oder Fehlbildungen, operativ wieder her. Typische Operationen sind Defektdeckungen durch Gewebeverschiebungen oder -verpflanzungen, Nervenverpflanzungen oder Sehnenumlagerungen. Wesentliche Grundlage für diese Maßnahmen ist heutzutage die Mikrochirurgie; rekonstruktive Maßnahmen in der plastischen Chirurgie sind seit über 1500 Jahren bekannt. Zu den frühesten rekonstruktiven Eingriffen gehörten Gesichtsplastiken wie die Wiederherstellung der Nase. Bereits im ersten Jahrhundert beschrieb Celsus entsprechende Operationen.
- Verbrennungschirurgie

beschäftigt sich mit der Akut- und Intensivbehandlung der Verbrennungen in spezialisierten Verbrennungszentren und der Behandlung der Verbrennungsfolgen. Hierbei kommen v. a. Methoden der rekonstruktiven Chirurgie zum Einsatz.
- Handchirurgie

ist ein eigenes (fächerübergreifendes) Spezialgebiet in der Plastischen Chirurgie, der Unfallchirurgie und der Orthopädie. Sie beschäftigt sich vor allem mit der Behandlung von Verletzungen, Fehlbildungen und Erkrankungen der Hand und des Unterarms. Zusätzlich kommt hier die Mikrochirurgie zum Einsatz, z. B. ist sie bei Replantationen wesentlicher Bestandteil.

## Facharztkompetenz
Um nach einem Medizinstudium in Deutschland als Facharzt für Plastische, Rekonstruktive und Ästhetische Chirurgie tätig zu werden, bedarf es einer sechsjährigen Weiterbildungszeit (72 Monate). Für den genauen Modus der Facharztweiterbildung ist die jeweilige Landesärztekammer zuständig. Die Weiterbildung umfasst mindestens vier Jahre (48 Monate) im Gebiet der plastischen, rekonstruktiven und ästhetischen Chirurgie. Des Weiteren müssen jeweils sechs Monate im Bereich der Notfallaufnahme und Intensivmedizin abgeleistet werden, angerechnet werden können außerdem:
• zwölfmonatiger Kompetenzerwerb in anderen Gebieten, wie der HNO und MKG-Chirurgie.
In mittlerweile allen deutschen Bundesländern gibt es die Facharztkompetenz Plastische und Ästhetische Chirurgie (mit der neuen (Muster-)Weiterbildungsordnung der Bundesärztekammer von November 2018 Facharzt für Plastische, Rekonstruktive und Ästhetische Chirurgie). In der Schweiz existiert das Fachgebiet Plastische, Rekonstruktive und Ästhetische Chirurgie, in Österreich das Sonderfach Plastische, ästhetische und rekonstruktive Chirurgie.
Schönheitschirurg ist kein Begriff, der im ärztlichen Weiterbildungsrecht definiert ist. Im Gegensatz zur landläufigen Meinung ist der Plastische Chirurg von seiner Weiterbildung nicht nur ein Schönheitschirurg. Seine Ausbildung erfolgt im Wesentlichen im Bereich der wiederherstellenden Chirurgie (z. B. von angeborenen Deformierungen, Unfallverletzungen, Verbrennungen). Die ästhetische Chirurgie ist ein Teil seiner Ausbildung. Andere Facharztgebiete umfassen ebenfalls spezielle Aspekte der Schönheitschirurgie, obwohl diese nicht in der Aus- und Weiterbildungsordnung vorgesehen sind: z. B. Brustoperationen bei Gynäkologen, Gesichtsoperationen bei Mund-Kiefer-Gesichtschirurgen und Hals-Nasen-Ohren-Ärzten, Hautoperationen, Fettabsaugungen und Laserbehandlungen bei Dermatologen. Seit Jahren gibt es zwischen diesen Facharztgruppen strittige Diskussionen über eine Erweiterung des Facharztbegriffs bzw. des Zusatztitels „plastische Operationen“ um den Begriff „ästhetisch“. Wegen des werbenden Charakters dieses Begriffs bemühen sich alle Fachgruppen darum, ihre ästhetisch-chirurgische Kompetenz durch Vereinnahmung des Begriffs zu demonstrieren. Für die Fachbereiche HNO und MGK-Chirurgie gibt es die 24-monatige Zusatz-Weiterbildung Plastische und Ästhetische Operationen.
In den letzten Jahren sind die Bundesärztekammer und viele Landesärztekammern dazu übergegangen die Bezeichnung des Plastischen Chirurgen in „Plastischer und Ästhetischer Chirurg“ zu ändern, während beispielsweise in Mecklenburg-Vorpommern auch mit der Änderung der Weiterbildungsordnung vom 7. September 2007 die Bezeichnung weiterhin „Plastischer Chirurg“ heißt.

## Plastik
Die operative Formung von Organen oder Gewebeteilen, inklusive deren Wiederherstellung (Rekonstruktion), wird als Plastik bezeichnet. Plastiken werden nicht ausschließlich im Rahmen des Fachgebietes „plastische Chirurgie“ angefertigt, sondern in allen operativen Fachgebieten. Im Folgenden einige Beispiele:

### Orthopädie und Unfallchirurgie
- Außenbandplastik: Nach einem Supinationstrauma des Sprunggelenks mit fibulotalarar Bandruptur kann eine chronische Instabilität des Außenbandapparates verbleiben, die mit Hilfe einer Außenbandplastik behoben werden kann. Ein mögliches Verfahren ist die Einflechtung der Sehne des Musculus plantaris brevis zwischen Außenknöchel und Talus.
- Akromioplastik: operatives Entfernen einer Exostose bei einer Arthrose des Acromioclaviculargelenkes beim Impingement-Syndrom der Schulter.
- Wanderlappenplastik: Ein gestielter Hautlappen wird zunächst mobilisiert, etwa vom Bauch an den Unterarm genäht und dann, wenn er dort eingeheilt ist, an seinem Ursprung abgetrennt und zur Deckung eines Hautdefektes im Gesicht verwendet. Mittlerweile eine kaum noch angewendete Methode, es werden mikrochirurgisch gewonnene freie Transplantate verwendet, wodurch die Behandlungsdauer deutlich verkürzt werden kann.
- Kreuzbandplastik: Das gerissene Kreuzband im Kniegelenk wird durch eine Plastik des Musculus semitendinosus, Musculus semimembranosus (vierfach) oder des Ligamentum patellae (mit knöchernem Ansatz) ersetzt.

### Viszeralchirurgie
- Leistenhernienverschluss mit Plastik: Gewebeverstärkung bei einem Leistenbruch beispielsweise durch Hernioplastik nach Shouldice oder Bassini. Martin Kirscher wandte 1908 eine freie Faszienplastik zum Verschluss großer Bruchlücken, Eduard Rehn 1914 eine Cutisplastik (Hautlappenplastik)[12][13] an.
- Pyloroplastik: Der durch chronische Zwölffingerdarmgeschwüre eingeengte Magenausgang wird erweitert, indem er längs eröffnet und quer verschlossen wird (Pyloroplastik nach Heineke-Mikulicz[14]).

### Gynäkologie
- Beckenbodenplastik zur Korrektur von Senkungen.[15]

### Urologie
- Frenulumplastik zur Behebung einer Verkürzung des Vorhautbändchens (Frenulum breve)
- Eine Präputiumplastik oder Vorhautplastik bezeichnet eine Operationsmethode, bei der die Vorhaut vollständig erhalten bleibt.
- Behandlung der Hypospadie.

### Hals-Nasen-Ohren-Heilkunde
- Stapesplastik: Korrektureingriff am Steigbügel bei Schwerhörigkeit durch Otosklerose
- Septumplastik: Eingriff zur Korrektur der Nasenscheidewandverbiegung bei Behinderung der Nasenatmung
- Rhinoplastik

## Kostenübernahme
Die Kostenübernahme erfolgt mit Ausnahme der Schönheitschirurgie, die auf Wunsch des Patienten zur ästhetischen Verbesserung durchgeführt wird, durch die gesetzlichen oder privaten Krankenversicherungen. In Fällen der Schönheitschirurgie sind die Gesamtkosten durch den Patienten zu tragen, einschließlich des Verdienstausfalls. Gesetzlich Versicherte, die sich einer medizinisch nicht indizierten Maßnahme, wie einer Schönheitsoperation, einer Tätowierung oder einem Piercing unterzogen haben, haben sich auch an den Kosten einer dadurch entstandenen Komplikation, einschließlich des Krankentagegeldes angemessen zu beteiligen. Ärzte und Krankenhäuser unterliegen dabei einer Anzeigepflicht von Folgeerkrankungen medizinisch nicht notwendiger Behandlungen.

## Weitere Beispiele für Plastische Chirurgie
- Anaplastologie
- Brustimplantat
- Gesichtsstraffung
- Wadenplastik
- Geschlechtsangleichende Operation
- Augenlidbildung

## Gesellschaften
- Deutsche Gesellschaft für Plastische, Rekonstruktive und Ästhetische Chirurgie
- Deutsche Gesellschaft für Verbrennungsmedizin

## Wegbereiter der Plastischen Chirurgie
- Sushruta (zwischen 1200 u. 700 v. Chr.)
- Chirurg von der Weser (13. Jahrhundert)
- Heinrich von Pfalzpaint (um 1400 – 1465/67)
- die italienischen Chirurgenfamilien Branca und Vianeo di Maida (Ende des 15. Jahrhunderts)[16]
- Johann Friedrich Dieffenbach (1792–1847)
- Bernhard von Langenbeck (1810–1887)
- Ursula Schmidt-Tintemann (1924–2017)
- Peter Eckert, ab 1980 Würzburg